# Karl-Heinz Brunner
Karl-Heinz Brunner (sinh ngày 14 tháng 3 năm 1953) là một chính khách người Đức thuộc Đảng Dân chủ Xã hội Đức (SPD). Ông được bầu làm nghị sĩ quốc hội Đức (Bundestag) trong cuộc bầu cử liên bang năm 2013.

## Cuộc đời
Brunner sinh ra ở Munich. Sau khi học xong, ông học quản trị kinh doanh, quản trị luật và quản lý tại Reutlingen, Munich, Starnberg và Bratislava. Ông làm cố vấn pháp lý từ năm 2005 – 2013 và là cổ đông điều hành của Illertisser Sonnenschein GmbH & Co. KG. Ông là đồng kiểm soát của tạp chí chính trị “Berliner Republik” và là chủ tịch của “Freundeskreis Illertissen – Loket”.  Ông là thành viên danh dự của Hội Chữ thập đỏ Bavaria từ năm 1970 và Tổ chức Phúc lợi cho Người lao động. Brunner đã kết hôn và có hai con đã trưởng thành. Từ năm 2011, ông là giảng viên cho “Quan hệ đối tác công tư” tại Đại học Khoa học Ứng dụng Biberach.
Vào tháng 9 năm 2020, Brunner công khai là người đồng tính. Theo ông, ông và người bạn đời của mình đã sống ở Berlin từ năm 2019 mặc dù Brunner vẫn đã kết hôn với vợ.

## Các hoạt động khác
- Magnus Hirschfeld Foundation, Thành viên Hội đồng Quản trị (từ năm 2019)
- Deutsche Härtefallstiftung, Thành viên Hội đồng Quản trị
- German Military Reserve Association, Phó Chủ tịch
- Đảng Dân chủ Xã hội Séc (ČSSD), Thành viên
- Đảng Dân chủ Xã hội Áo (SPÖ), Thành viên
- German Association for Prevention of Road Accidents (DVW), Thành viên
- Society for German Shepherd Dogs, Thành viên